# Оросяване
Във физиологията, оросяване (перфузия) е процес на доставяне на хранителни продукти и кислород посредством артериална кръв до капилярните легла в тъканите на организма. (Думата перфузия е производна на френската дума "perfuser" означаваща да "полееш през.")
Проверяване на достатъчно оросяване е част от прегледа на пациента, който се извършва от медицинския персонал особено в спешни ситуации (бързият сканиращ преглед се нарича триаж).

## Изчисление степента на оросяване
Перфузията ("F") може да се изчисли по следната формула, където Pa е средното артериално налягане, Pv е средното венозно налягане и R е съдовото съпротивление: 
{\displaystyle F={\frac {P_{A}-P_{V}}{R}}}
Факторите "Pa – Pv" понякога се обозначават сумарно като "ΔP", за пада на налягането.
Термините „оросяване“, „перфузия“ и „перфузионно налягане“ понякога се употребяват взаимозаменяемо, но уравнението ясно показва, че съдовото съпротивление може да се отрази на оросяването, но не и на пада на налягането.

## Свръхоросяване и слабо недооросяване
Термините „свръхоросяване“ и „недооросяване“ се отнасят до сравнение на измерваните средни нива на оросяване през всички тъкани на организма на даден пациент (сравнение на бъбреците с кожата, мозъка, костите и прочее) и не бива да се бъркат с хипер- и хипо- перфузия, които измерват оросяването според моментните нужди на определена тъкан.
Тъкани като кожта са свръхоросени и получават повече кръв, в сранение с костите, тъй като това количество кръв е необходимо, за да се посрещнат метаболичните нужди на клетките в тази тъкан. В случая на кожата свръх количеството кръв е необходимо, за да се осъществява температурната регулация (терморегулация) на организма. Освен доставката на кислород и хранителни вещества, и поемане на отпадните продукти и въглеродния диоксид, кръвта помага за разпръскване или консервиране на топлина като пренасочва обеми кръв към повърхността на кожата или към вътрешността на организма според температурата във вътрешността, като съответно може да охлади посредством изпотяване и топлоотдаване с околната среда или изолиране, посредством намаляване на контакта на кръвта с повърхността на кожата.

## Измерване с ЯМР
Две основни категории ЯМР теники могат да са полезни за определяне перфузията на организма in vivo (в живия организъм, на живо).
- Първата се основава на инжектиране на контрастно вещество, което променя магнетичността на кръвта и оттам и сигналът отчетен от ЯМР по време на инжектиране във венозната система.
- Другата техника е основана на маркиране на артериалния спин arterial spin labeling, (ASL), където артериалната кръв е магнитно маркирана преди контакта си с тъканите и отчетените стойности са сравнени с контролно предварително измерване без магнитно маркиране на кръвта. Така на базата на сравнението между двете изследвания се установява колко артериална кръв е преминала през тъканите.